# 堀啓子
堀 啓子（ほり けいこ、1970年 - ）は、日本の比較文学者、日本近代文学者。東海大学教授。

## 人物・来歴
兵庫県生まれ。1993年慶應義塾大学文学部国文科卒、2002年同大学院博士課程修了、「紅葉・涙香・謙澄の作品とBERTHA M.CLAY」で慶大博士（文学）。明治文学と英米の廉価版小説の関わりに焦点をあて、尾崎紅葉、黒岩涙香などを研究。『金色夜叉』の粉本としてバーサ・M・クレイの『女より弱き者』を発見し、邦訳した。東海大学文学部文芸創作学科准教授、2014年教授となる。

## 著書
- 『日本ミステリー小説史 - 黒岩涙香から松本清張へ』（中公新書） 2014
- 『日本近代文学入門 - 12人の文豪と名作の真実』(中公新書) 2019

### 共編著
- 『21世紀における語ることの倫理 〈管理人〉のいない場所で』（助川幸逸郎共編、ひつじ書房） 2011
- 『新聞小説の魅力』（飯塚浩一, 辻原登, 尾崎真理子, 山城むつみ共著、東海大学出版会、東海大学文学部叢書） 2011

## 翻訳
- 『女より弱き者 米国版金色夜叉』（バーサ・M・クレー、南雲堂フェニックス） 2002.12
- 『和装のヴィクトリア文学 尾崎紅葉の『不言不語』とその原作』（著訳、東海大学出版会、東海大学文学部叢書） 2012